# Turistická značená trasa 1933
 Turistická značená trasa 1933 je 7 km dlouhá modře značená turistická trasa Klubu českých turistů v oblasti Králického Sněžníku a údolí řeky Moravy.

## Průběh trasy
Počátkem trasy je rozcestí Pod Klepáčem v nadmořské výšce 863 metrů v jižním úbočí Klepáče, kde se potkává s červeně značenou trasou 0415 vedoucí z Králík na Králický Sněžník a žlutě značenou turistickou trasou 7458 vedoucí po východním úbočí Malosněžnickém hřbetu. Převažujícím směrem trasy je směr východní. Z rozcestí klesá po místní komunikaci do vsi Horní Morava, kde překonává řeku Moravu, a kde se nachází rozcestí se zde výchozí zeleně značenou trasou 4875 vedoucí do Hanušovické vrchoviny. Trasa 1933 poté stoupá západním úbočím Podbělského hřbetu, kde několikrát ostře mění směr. Na rozcestí Kolotoč - sjezdovka se nachází počátek žlutě značené trasy 7274 vedoucí na vrchol Králického Sněžníku. Míjí Stezku v oblacích a chatu Slaměnka, k oběma je zřízena rovněž modře značená odbočka. V jihovýchodním úbočí Slamníku přechází ze stoupání na přibližně vrstevnicovou cestu a jižně od něj překonává Podbělský hřbet. V témže místě křižuje i trasu předválečné nákladní lanové dráhy Sklené - Podbělka a linii lehkého opevnění vz. 37. Poté klesá severovýchodním směrem do údolí potoka Malá Morava, kde končí v nadmořské výšce 1160 metrů na rozcestí Pod Babuší na zeleně značené turistické trase 4882 Sklené - chata Babuše.

## Trasa před přetrasováním v roce 2017
Počátek trasy 1933 se původně nacházel západněji na Malosněžnickém hřbetu na hraničním přechodu Horní Morava - Jodłów. Úvodní část trasy byla zrušena z důvodu přeložení červeně značené trasy 0415, která ji nahradila. V Horní Moravě původně nestoupala okamžitě do protilehlého svahu, ale vedla po silnici proti proudu řeky Moravy do osady Velká Morava, aby stoupala až odsud podél sjezdovky. Na dnešní trasu se napojovala v prostoru Stezky v oblacích.

## Turistické zajímavosti na trase
- Památná Lípa u Velké Moravy
- Skiareál Dolní Morava
- Stamichmanova štola
- Sky Bridge 721
- Stezka v oblacích
- Chata Slaměnka